# 水撃作用
水撃作用（すいげきさよう）またはウォーターハンマー現象（英: water hammer）とは、水圧管内の水流を急に締め切ったときに、水の慣性で管内に衝撃と高水圧が発生する現象である。弁の閉鎖や配管の充水時、ポンプの急停止といった急激な変化によって生じる。
この現象が起こると管の寿命を縮め、破損の要因となる。防止策としては、急激な締め切り動作を行わないように水栓に節水コマを設置する、また、水撃防止装置を取り付けることも有効である。

## 概要
この現象は水だけに限らず気体を含めた流体全般で生じる。身近な例としては、全自動洗濯機や食器洗い機などの動作中に行われる給水弁の自動開閉で発生するコンという音がこの作用によるものである。
流速u の流体が瞬間的にせき止められて静止するとき、流体の圧力上昇Δp は次式で与えられる：
{\displaystyle \Delta p=\rho au}
ここでρは流体の密度、a は音速である。
慣性を持った流体の運動が急に止められることでその運動前方部分に生じる正の圧力によって生じるのが代表的な水撃作用であるが、運動後方部分に生じる負の圧力によっても似たような作用が生じる。負圧が十分に大きくなることで液体が気化し、配管内が部分的に蒸気で満たされる（キャビテーション、または水柱分離）が、負圧が緩和されることで蒸気が液体へと戻る時に液体を引き戻し、衝撃音を発することがある。
冷たい水が入っている配管内に高温蒸気が入ることで蒸気が水により冷やされ凝縮して圧力が下がり、そこへ向けて水が移動し配管を叩くといった現象もある。蒸気式ラジエーターなどの蒸気管系で発生するウォーターハンマーを特にスチームハンマーとも呼ぶ。
また、慣性による水撃作用とは別に、内燃機関のシリンダーに液体が浸入したときに起こる現象もウォーターハンマーと呼ばれることがある。水没して止まったエンジンをそのまま再始動してはいけないとされるのは、シリンダー内に入り込んだ水がピストンの往復を妨げてコンロッドなどが破壊されるためである。自動車やオートバイの場合、水没以外にも、転倒によるエンジンオイルの流入、燃料噴射装置からの燃料漏れ、キャブレターのオーバーフローなどにより、シリンダー内が液体で満たされてしまうことでもこの“ウォーターハンマー”が発生する場合がある。

## 例
水力発電所などでは水撃作用も巨大なものとなり、弁などの可動部はもとより、厚い鋼鉄製の上に地盤やコンクリートで固められた配管など、固定部分でも損傷を受けかねない。そのためサージタンクなど、なんらかの水撃作用対策は必須のものとなる。
また、全自動洗濯機でも電子制御化以前は「カーン」という高い水撃音を聞くことができた。しかし、このために自在水栓などの可動部分のある蛇口に全自動洗濯機の給水ホースを接続しておくと、可動部のパッキンにダメージが蓄積し、漏水や破裂の原因になった。その後、集合住宅などで騒音として問題になった事から、電子制御化と同時期に圧力逃し弁や段階締め切りなどの水撃作用対策が施されていった。蛇口側でも対策品（TOTOのハンマーセーフ、INAXのハンマークッションなど）があり、水栓一式でもスピンドル部のみでも販売されている。

## 防止対策
- 急激な締め切り動作を行わないようにする（水栓のコマを節水コマに交換する、あるいはスピンドル部ごとないしは水栓自体を対策品に交換するのも有効）。
- 圧力逃し装置を設置する。例えばサージタンクやアキュムレーターを設け、衝撃的な圧力変動を水位変動やゴム膜の伸縮へと変換し、緩衝する。
- レシプロエンジンの場合、水没や横転・転覆によってエンジンが異常な振動を起こしたり停止した場合、すぐにメインスイッチを切り、車両またはエンジンを正しい向きに復旧した後、水没の場合はエンジンオイルとギヤオイル/ATF/CVTFを全て排出する。この状態でもシリンダー内には液体が残っているのでエンジンはクランキングせず、変速機と共にオーバーホールか交換することが望ましいが、応急的には点火プラグ（ディーゼルエンジンは噴射ノズル）を全数外したうえでクランキングを行い、シリンダー内に溜まった液体を強制的に排出することで再始動が可能な場合もある。
- 下水道工事などで大型水中ポンプなどを設置する場合は、フライホイールを備えたものを採用する。